# Fontaine-l'Abbé

Fontaine-l'Abbé este o comună în departamentul Eure, Franța. În 1 ianuarie 2022 avea o populație de 567 de locuitori.